# Parc national Pali Aike
Le parc national Pali Aike est un parc national situé dans la région de Magallanes et de l'Antarctique chilien au sud de la Patagonie, au Chili. Il est fréquenté par des volcanologues, des géophysiciens, et des archéologues. Il est centré autour du Pali-Aike, champ volcanique basaltique avec des conditions environnementales et écologiques spécifiques.
Il se trouve aux limites frontalières entre le Chili  et l'Argentine, à environ 150 km un nord-nord-ouest de Punta Arenas.

## Toponymie
Le nom du parc provient d'un mot des Amérindiens Tehuelches qui signifie le « lieu désolé des esprits malins » (en espagnol : lugar desolado de los malos espíritus).

## Histoire
Le parc national Pali Aike se situe sur une aire du Pléistocène et de l'Holocène. Du basalte et de la lave en sédiment se trouvent  sur un terrain volcanique constitué de maars, de cônes avec du scorie. C'est le champ volcanique le plus septentrional de la Patagonie. Dans les années 1930, Junius Bouton Bird trouve, à l'intérieur des grottes de Fell et de Pali Aike, des projectiles (bombe volcanique), vieux de plus de 8 000 ans.
Des archéologues y ont découvert des couteaux, pointes, grattoirs en pierre.

## Intérêts

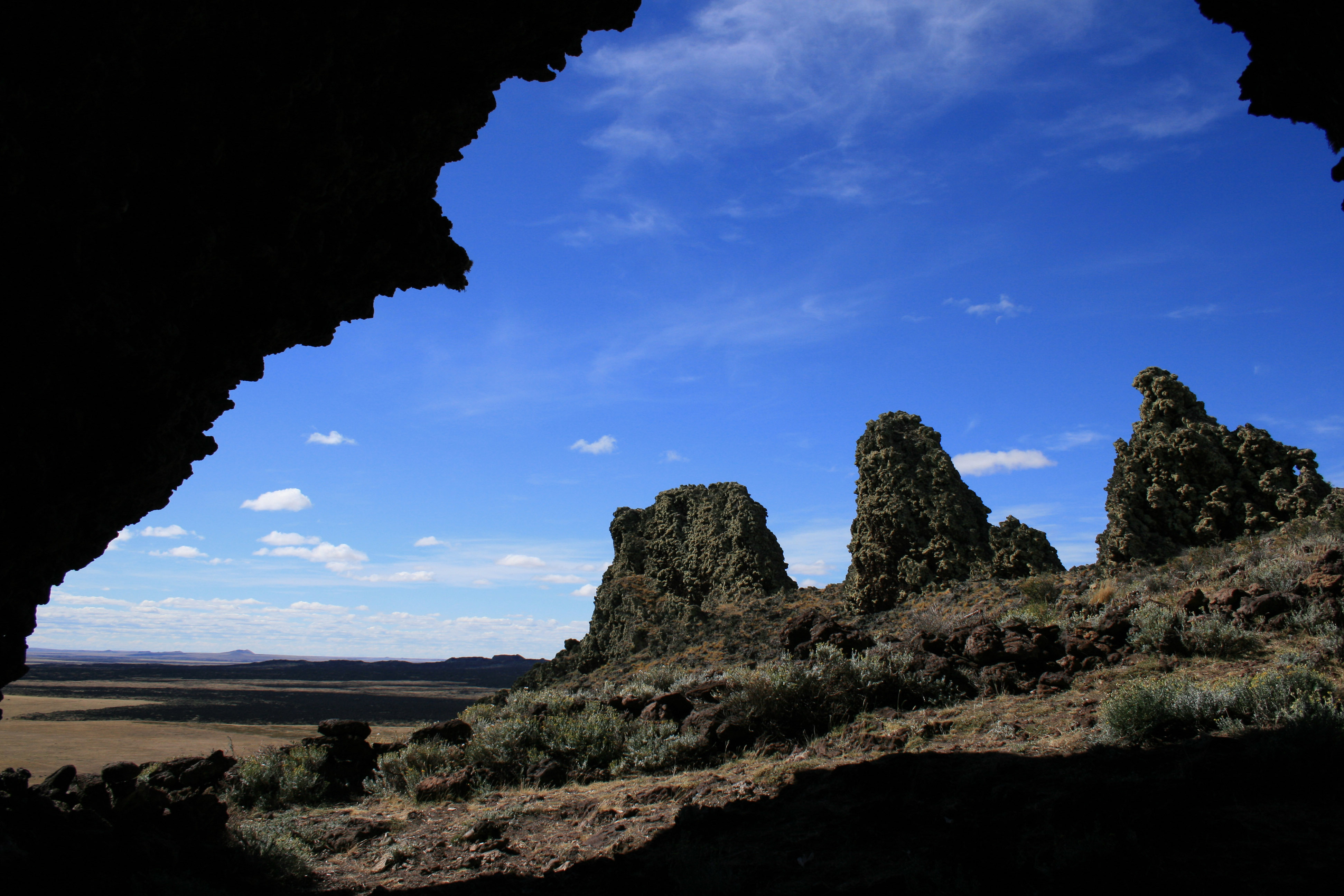
La grotte de Pali-Aike.

- La grotte de Pali Aike sera déclarée monument national. C'est en ce lieu que les chercheurs ont mis en évidence la présence d'une population humaine. La découverte de cinq squelettes humains permirent de dater leur existence comprise entre 12 000 et 8 000 av. J.-C. environ, le plus ancien peuple de la région australe de la Patagonie.
- Un champ de cônes et de lave basaltique.
- La lagune Ana est un lieu où la faune du parc se concentre.
- Le cratère Morada del Diablo est un cratère d'un volcan très ancien (le plus ancien de toute la Patagonie).